# 연방의회 대표위원회
연방의회 대표위원회(버마어: ပြည်ထောင်စုလွှတ်တော် ကိုယ်စားပြုကော်မတီ, 영어: Committee Representing Pyidaungsu Hluttaw)는 미얀마 연방의회의 의원으로 구성된 위원회다.
2020년 11월 총선에서 선출된 민족민주연맹(NLD) 의원이 이끄는 위원회는 인민의회(Pyithu Hluttaw)와 민족의회(Amyotha Hluttaw)의 17명 의원으로 구성되어 있다.

## 역사
미얀마 연방공화국 연방의회의원 총선거에서 선출된 미얀마 연방공화국 연방의회 의원들은 쿠데타의 정당성을 인정하지 않고있다. 2021년 2월 4일 민족민주연맹(NLD) 소속 약 70명의 미얀마 연방공화국 국회의원들이 네피도에서 취임 선서를 하고 국가위원회를 준수하고 5년 임기로 미얀마 연방공화국 연방의회 의원을 맡는 것을 기약했다. 다음날 양곤 밍글라타운뉸 시군구를 대표하는 인민 법원 의원 퓨퓨띤가 이끄는 300 명의 민족민주동맹 정치인들이 미얀마 연방공화국 국회 사무를 수행하는 위원회를 결성했다. 연방의회 대표위원회는 Zoom에서 첫 회의를 개최했다.
2월 7일, 연방의회 대표위원회는 미얀마 연방공화국 국군이 민간인에 의해 선출된 미얀마 연방공화국 정부를 전복하려는 시도를 미얀마 연방공화국 형법 6조 위반인 '범죄 행위'로 비난하였고 미얀마 연방공화국 국군 최고사령관 겸 미얀마 연방공화국 국가ㅌ능치평의회 의장 민 아웅 흘라잉이 이끄는 미얀마 연방공화국 국군에 의한 미얀마 연방공화국 내각의 정당성을 부정했다. 연방의회 대표위원회는 또한 각국의 국제연합 대표들에 대해 국제 사회는 공식적인 정부 업무에 관하여는 당해위원회와 이야말로 직접 협력해야한다 진언을 했다.
2월 9일, 연방의회 대표위원회는 미얀마 연방공화국 국가고문법을 시행하고 미얀마 연방공화국 국가 지도자의 임기를 5년 간 추가로 연장하여 2026년 4월 1일까지 하기로 했다. 또한 이날 연방의회 대표위원회는 현재 진행중인 2021년 반 회의 시위에 대한 미얀마 연방공화국 국군의 폭력적 탄압을 비난하는 성명을 발표하고 표현의 자유 보장의 유지와 시민 불복종 운동에 대한 지지를 호소했다.
2월 10일, 연방의회 대표위원회는 민족민주동맹 이외의 민족 정당에서 선출된 2명의 국회의원의 협조를 얻었다고 발표했다.
2021년 4월 16일 미얀마 국민통합정부를 구성했다.

## 구성원
| 이름       | 선거구         | 정당                  | 발언        |
| ---------- | -------------- | --------------------- | ----------- |
| 퓨퓨띤     | 밍글라타운뉸   | 민족민주연맹 (NLD)    | 인민원 의원 |
| 띤띳       | 뽀밧띠리       | 민족민주연맹 (NLD)    | 인민원 의원 |
| 흘롼민     | 바한           | 민족민주연맹 (NLD)    | 인민원 의원 |
| 나잉투아웅 | 나토지         | 민족민주연맹 (NLD)    | 인민원 의원 |
| 웨이표아웅 | 따케따         | 민족민주연맹 (NLD)    | 인민원 의원 |
| 진마아웅   | 얀낀           | 민족민주연맹 (NLD)    | 인민원 의원 |
| 륀꼴랏     | 딴린           | 민족민주연맹 (NLD)    | 인민원 의원 |
| 옥가민     | 미에이크       | 민족민주연맹 (NLD)    | 인민원 의원 |
| 윈나잉     | 모가웅         | 민족민주연맹 (NLD)    | 인민원 의원 |
| 네이묘     | 냐웅쉐         | 민족민주연맹 (NLD)    | 인민원 의원 |
| 저민떼인   | 레이먓나       | 민족민주연맹 (NLD)    | 인민원 의원 |
| 묘나잉     | 찬에이따산     | 민족민주연맹 (NLD)    | 인민원 의원 |
| 라민툰     | 남산           | 따앙 국민당 (TNP)     | 인민원 의원 |
| 제일랏     | 바고 관구 7 번 | 민족민주연맹 (NLD)    | 민족원 의원 |
| 먓띠다툰   | 몬주 8 번      | 민족민주연맹 (NLD)    | 민족원 의원 |
| 서샤파웅와 | 카인주 4 번    | 민족민주연맹 (NLD)    | 민족원 의원 |
| 로밧녀에   | 카야주 10 번   | 카야주 민주당 (KySDP) | 민족원 의원 |